# Dans la forêt magique
Albums de Chantal Goya
Le Soulier qui vole
(1981)
Dans la forêt magique est le premier album live de la chanteuse Chantal Goya. 
Il est sorti en 1980 et est l'enregistrement en public du conte musical du même nom donné à l'Olympia. Ce spectacle est le premier de Chantal Goya qui soit scénarisé.

## Titres

### Disque 1
1. Ouverture
2. Good Night, bonne nuit
3. Un lapin
4. Papa Ballon
5. On m'appelle Cendrillon
6. Les Malheurs de Sophie
7. Et vive les pioupious
8. Monsieur Pétrole
9. Mon ami le pélican
10. Adieu les jolis foulards

### Disque 2
1. Ah ah Monsieur Chocolat
2. Bécassine
3. Nous les agents
4. Croque-Monsieur
5. Voulez-vous danser grand-mère
6. Docteur Sirop
7. Père-Noël, Père Noël
8. La Poupée
9. Pipotin
10. Peine
11. Ami
12. Final

## Crédits
- Arrangements et direction d'orchestre: Jean-Daniel Mercier
- Direction artistique : Jean-Jacques Debout et Jean-Daniel Mercier
- Orchestre mixage et voix : Studio Acousti
- Prise de son : Colin Caldwell
- Voix : Studio Miraval
- Prise de son : Patrice Keff
- Prise de son en public : Gilbert Préneron - studio S.E.I.
- Produit et réalisé par Jean-Jacques Debout pour RCA

## Supports
L'album a été édité en double 33 tours (incluant un livret de 4 pages) ainsi qu'en cassette audio.
Il a été réédité en CD et intégré dans le coffret intégrale de Chantal Goya paru le 4 novembre 2013 chez Sony/Sterne.